# Kenan Busuladžić
Kenan Busuladžić, né le 6 février 2007 en Suède, est un footballeur suédois qui évolue au poste de milieu central au Malmö FF.

## Biographie

### En club
Né en Suède, Kenan Busuladžić est formé par le Oskarshamns AIK (en). Il joue son premier match en équipe première le 13 août 2022, lors d'une rencontre de championnat face au Torns IF (en). Il entre en jeu et son équipe l'emporte par trois buts à zéro. Le 9 janvier 2023, Busuladžić signe son premier contrat professionnel avec l'Oskarshamns AIK.
Le 20 juin 2023, Kenan Busuladžić rejoint le Malmö FF alors qu'il était également courtisé par le PSV Eindhoven, club avec lequel il a fait un essai. Mais il prend donc la direction de Malmö, le milieu de 16 ans intégrant dans un premier temps l'équipe des moins de 19 ans du club.
Il joue son premier match avec Malmö le 15 avril 2024, à l'occasion d'une rencontre d'Allsvenskan contre l'IFK Värnamo. Il entre en jeu et son équipe s'impose par quatre buts à zéro.
Il est sacré champion de Suède en 2024.

### En sélection
Kenan Busuladžić est convoqué pour la première fois avec l'équipe de Suède des moins de 15 ans le 10 août 2022.

## Palmarès
Malmö FF
- Championnat de Suède
  - Champion : 2024